# Microlaimus oblongilaimus
Microlaimus oblongilaimus is een rondwormensoort uit de familie van de Microlaimidae. De wetenschappelijke naam van de soort is voor het eerst geldig gepubliceerd in 1955 door Gerlach.